# Барски петлић
Барски петлић (лат. Porzana porzana, рус. Погоныш, енгл. Spotted crake) је врста птице из породице барских кока (Rallidae). Гнезди се у Европи и Азији, где насељава приобаље стајаћих водених површина језера, мочвара и бара обраслих растињем. Селица је и зиме проводи у Африци и на Индијском потконтиненту. Научно име врсте Porzana porzana изведено је од венећанског имена за мале барске коке.

## Опис
Барски петлић достиже дужину од 21 - 25 cm и тежину од 80-130 g. Перје одраслих птица на горњем делу тела је претежно смеђе боје са белим и црним шарама, на боковима је пругасто смеђе и бело, груди су сивкасте са белим тачкама. Кљун је већим делом смеђ, с` тим што је основа кљуна жуте боје, ноге су дуге и жућкасто-зеленкасте, прсти су такође дуги, крила кратка и благо заобљена, а реп је кратак. Мужјак и женка се не разликују значајно, мада женка може бити мало светлија.
Младе птице изгледом подсећају на одрасле, али је перје на глави и предњем делу тела које је код одраслих сивкасто код младунаца смеђе боје. Тек излегли птићи су црне боје, што је случај код свих врста барских кока.
Барски петлић изгледом подсећа на барског петлована (Rallus aquaticus), од кога је незнатно мањи и од кога се јасно разликује по кљуну, који је много краћи. Сличан је и каролиншком барском петлићу (Porzana carolina), који за разлику од барског петлића нема тачке на грудима.
Барски петлић се храни тако што кљуном претражује муљ или плитку воду, али и тако што узима храну након што је види. Углавном се храни инсектима и воденим животињама.

## Распрострањеност и гнежђење
Барски петлић у време гнежђења насељава приобаље стајаћих водених површина језера, мочвара и бара обраслих растињем, у деловима Европе и западне Азије са умереном климом.
Гнезда прави на сувом међу воденом вегетацијом, женка полаже 6–15 јаја. У време гнежђења барски петлић је тајновит, па се у том периоду могу лакше чути него видети. Лакше га је могуће видети у време сеобе.

## Угроженост
Барски петлић је једна од врста која је обухваћена Споразумом о заштити афричко-евроазијских миграторних птица мочварица (енгл. AEWA). Популација барског петлића у западној Европи је смањена у последњих неколико деценија и у Великој Британији је постала веома ретка.

## Галерија
- Илустрација